# 大谷隆照
大谷 隆照（おおたに りゅうしょう、1943年4月10日 - 2013年5月9日）は日本の政治家・宗教家。浄土宗善照寺住職。大僧都。茨城県五霞町議会議員（1期）。五霞町長（3期、1998年1月12日 - 2007年4月30日）。
2013年5月9日、胆管癌のため死去。70歳没。死没日付で叙従六位、 旭日双光章受章。